# Johanna Hack
Pour les articles homonymes, voir Hack (homonymie).
Johanna Hack, née le 22 mars 1957 à Maria-Anzbach, est une coureuse cycliste autrichienne.

## Palmarès sur route

### Jeux Olympiques
- 1984 Los Angeles
  - 26e de la course en ligne

### Championnats du monde
- 1983 Altenrhein
  - 27e de la course en ligne
- 1987 Villach
  - 24e de la course en ligne

### Par années
- 1982
  -  Championne d'Autriche sur route
  - 2e de Steiermark Rundfahrt
- 1983
  -  Championne d'Autriche sur route
  - 3e de Steiermark Rundfahrt
- 1984
  - 2e du championnat d'Autriche sur route
  - 3e de Steiermark Rundfahrt
- 1985
  -  Championne d'Autriche sur route
  - 3e de Steiermark Rundfahrt
- 1986
  -  Championne d'Autriche sur route
- 1987
  - 2e du championnat d'Autriche sur route
- 1988
  - 3e du championnat d'Autriche sur route
- 1989
  -  Championne d'Autriche sur route
- 1991
  - 6e étape de Družba Žen
  - 2e du championnat d'Autriche sur route

### Grands tours

#### Tour d'Italie
- 1988 : 17e

## Palmarès sur piste
- 1983
  -  Championne d'Autriche de poursuite